# Francesco Di Paolo
Francesco Di Paolo (Pescara, 18 april 1982) is een Italiaanse wielrenner.
Deze renner behaalde in zijn carrière enkele top-20 plaatsen, onder andere de 13e plaats in de Ronde van Wallonië 2007, maar geen overwinningen.

## Schorsing
Wegens zijn betrokkenheid bij de dopingaffaire rond sportarts Carlo Santuccione, die sporters van verboden middelen voorzag, werd Di Paolo door de Italiaanse federatie geschorst voor 6 maanden (van 8 januari tot 7 juli 2008). In deze zaak werd ook wielrenner en tevens winnaar van de ronde van Italië Danilo Di Luca geschorst.
http://www.sitodelciclismo.net/coureurfiche.php?coureurid=21265